# بوبي كلارك (لاعب كرة قدم، مواليد 2005)
بوبي كلارك  (بالإنجليزية: Bobby Clark؛ مواليد 7 فبراير 2005) هو لاعب كرة قدم إنجليزي يلعب كمهاجم مع نادي ليفربول في الدوري الإنجليزي الممتاز.

## النشأة
تدرب كلارك مع أكاديمية في برمنغهام سيتي عندما كان والده، لي كلارك، هو المدير هناك. عادت العائلة إلى شمال شرق إنجلترا في عام 2014. بعد زيارة جميع الأندية في المنطقة، اختار كلارك الانضمام إلى أكاديمية في نيوكاسل يونايتد.

## مسيرته الكروية
انتقل كلارك إلى أكاديمية ليفربول من نيوكاسل يونايتد في أغسطس 2021. وكان يُعتقد أن الرسوم الإجمالية بما في ذلك الوظائف الإضافية البالغة 1.5 مليون جنيه إسترليني. وافق على عقد احترافي مع النادي بعد فترة وجيزة من يوم ميلاده السابع عشر في فبراير 2022. كان العقد لمدة خمس سنوات وجاء بضمانة شخصية من ليفربول مدير الفريق الأول يورغن كلوب بأنه سيكون هناك طريق إلى الفريق الأول المتاح له.
شارك مع فريق ليفربول تحت 18 سنة في موسم 2021–22 سجل كلارك 13 هدفًا في 23 مباراة. كما ظهر لأول مرة مع فريق ليفربول الذي ينافس في الدوري الإنجليزي الممتاز 2. في صيف عام 2022، ذهب كلارك مع فريق ليفربول الأول في رحلتهم إلى آسيا لمباريات في تايلاند وسنغافورة. ظهر كلارك كجزء من ميزة عجب الأطفال (بالإنجليزية: Wonderkids)‏ على موقع بي بي سي سبورت، وتم اختياره في أغسطس 2022 كواحد من «خمسة لاعبي كرة قدم إنجليزيين شبان يجب مراقبتهم».
كان كلارك بديلاً لم يُشارك في أول مباراة لليفربول على أرضه في موسم 2022–23 في الدوري الإنجليزي الممتاز، ضد كريستال بالاس في أنفيلد وكان لم يُشارك خارج أرضه أمام مانشستر يونايتد في الأسبوع التالي. في 27 أغسطس 2022، ظهر كلارك كمحترف لأول مرة كبديل لليفربول ضد بورنموث بفوزهم 9–0 على أنفيلد.

## مسيرته الدولية
ظهر كلارك لأول مرة مع منتخب إنجلترا تحت 16 سنة ضد ويلز في أبريل 2021.

## وصلات خارجية
- بوبي كلارك (لاعب كرة قدم، مواليد 2005) على موقع الاتحاد الأوربي (الإنجليزية)
- بوبي كلارك (لاعب كرة قدم، مواليد 2005) على موقع قاعدة بيانات كرة القدم.إي يو (الإنجليزية)
- بوبي كلارك (لاعب كرة قدم، مواليد 2005) على موقع ليكيب (الفرنسية)
- بوبي كلارك (لاعب كرة قدم، مواليد 2005) على موقع Soccerbase.com (لاعب) (الإنجليزية)
- بوبي كلارك (لاعب كرة قدم، مواليد 2005) على موقع Soccerway.com (الإنجليزية)
- بوبي كلارك (لاعب كرة قدم، مواليد 2005) على موقع عالم كرة القدم.نت (الإنجليزية)
- بوبي كلارك  على سكروي